# Rima

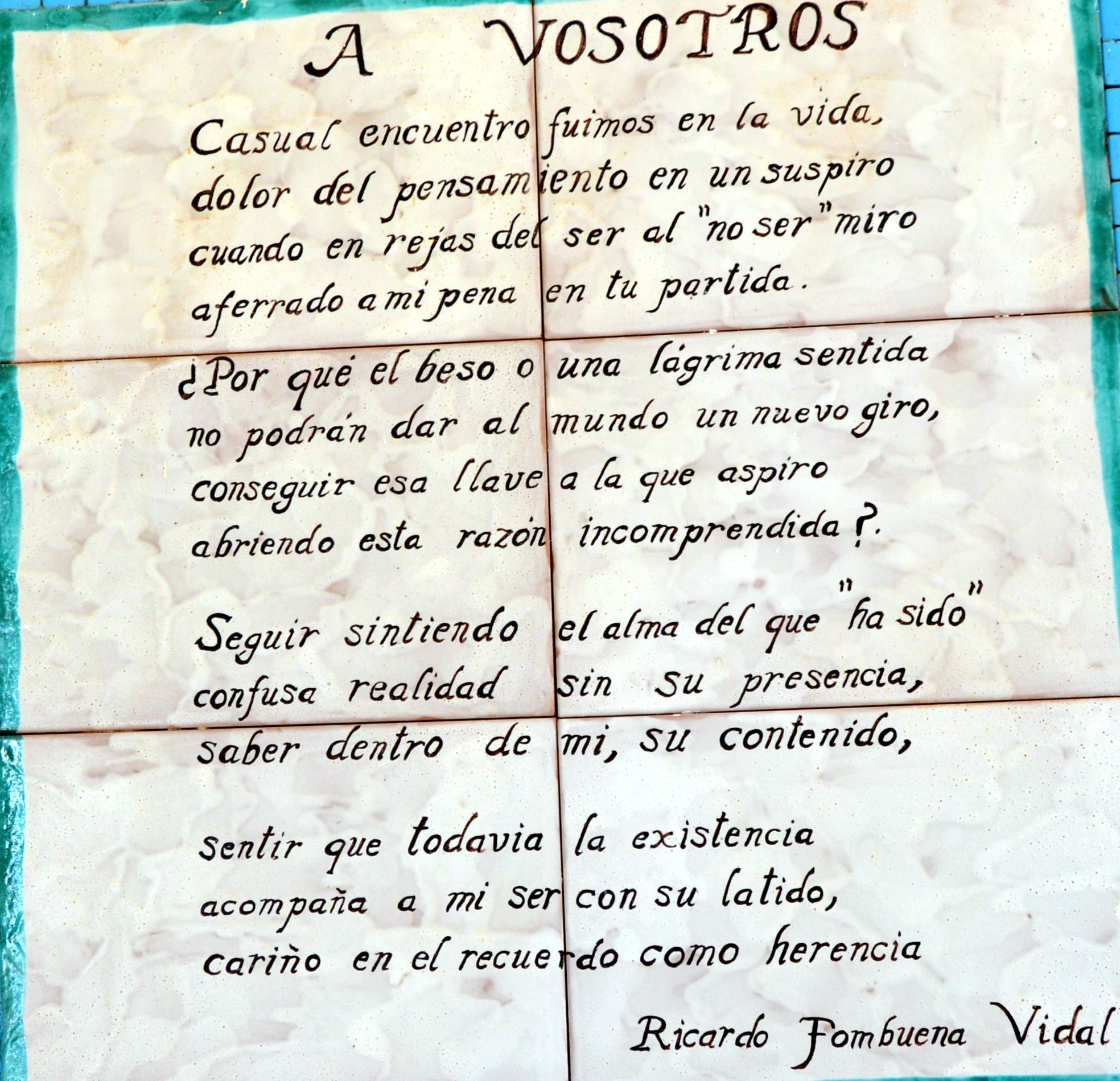
Soneto en el atrio interior del cementerio municipal de Torrebaja

Rima es la repetición de una secuencia de fonemas a partir de la sílaba tónica al final de dos o más versos.

## Clases de rima

### Según su timbre
- La rima consonante o perfecta se da cuando coinciden todos los fonemas a partir de las vocales tónicas; por ejemplo, en «Todo necio / confunde valor y precio» (Antonio Machado)

- En la rima asonante o imperfecta coinciden las vocales, pero hay al menos una consonante que no coincide; por ejemplo, «Más vale pájaro en mano / que ciento volando» (rima en á-o).

Cuando se describe la rima asonante, se indican solo las vocales: á-á, é-é, í-í, ó-ó, ú-ú, etc.
A efectos de la rima asonante, la 'u' postónica se considera equivalente a la 'o', y la 'i' equivalente a la 'e': así Venus rima con cielo y símil con quince.
En las palabras esdrújulas, solo se tienen en cuenta la vocal tónica y la de la sílaba final: por tanto, «súbito» rima con «turco» en ú-o. En los diptongos, solo se toma en cuenta la vocal fuerte: así, «estoy», «Dios» y «cañón» riman en asonante en ó.
Es un error habitual considerar asonante la rima de palabras que terminan en vocal tónica, como «pensó» y «miró»; puesto que el único fonema pertinente coincide, la rima en estos casos es consonante.
La rima consonante es más difícil que la asonante, porque ofrece menos libertad y posibilidades de combinación; por eso se suele utilizar en periodos refinados y cortesanos de la Historia de la literatura; la asonante, por el contrario, permite más libertad de opción y combinación y por eso ha sido el mecanismo preferente de la lírica tradicional o popular.
Generalmente, la rima asonante y la consonante no se combinan en una misma estrofa, aunque algunos poetas románticos, como José de Espronceda, utilizaron ocasionalmente este tipo de combinación. Así, al comienzo de la parte cuarta de El estudiante de Salamanca  encontramos este serventesio en el que los versos impares riman en consonante y los pares en asonante:
Vedle, don Félix es, espada en mano,
sereno el rostro, firme el corazón;
también de Celina el vengativo hermano
sin piedad a sus pies muerto cayó.

### Según su acento
- Oxítona: la palabra final del verso es aguda. Se suma una sílaba al total.
- Paroxítona: la palabra final del verso es llana. El cómputo silábico no se ve afectado.
- Proparoxítona: la palabra final del verso es esdrújula. Se resta una sílaba al total.

### Según su disposición
- Rima continua: rima que se repite a lo largo de toda la estrofa o poema (AAAA). Usada en la cuaderna vía.
- Rima gemela: rima que se repite por pares (AABB). Usada en los pareados.
- Rima abrazada: conjunto de versos en que los versos exteriores comparten una rima distinta a la de los interiores (ABBA). Usada en los cuartetos.
- Rima cruzada: los versos pares riman con los pares y los impares con los impares (ABAB). Usada en los serventesios.
- Rima trenzada: rima cruzada no consecutiva que une distintas estrofas (ABC BCD CDE ...). Usada en los tercetos encadenados.
- Rima interna: rima que se da en el interior del verso. Existen gran cantidad de tipos, ya sea una rima en eco, a mitad del verso, con la primera y última palabra, en escalera, etc.

## La rima arromanzada
Se conoce como rima arromanzada (es decir, a la manera de un romance) a la rima, aplicada a cualquier tipo de estrofa, en la cual solo riman los versos pares de forma asonante y siguiendo una rima continua. Se conoce como serie o tirada al conjunto de versos que comparten rima arromanzada, pudiendo un poema arromanzado estar compuesto por varias series que, normalmente, se separan estrófica y estructuralmente.

## Las palabras fénix
Se conoce como palabra fénix o con rima disonante a aquellas palabras imposibles de rimar de forma consonante puesto que no existe ninguna palabra en lengua castellana que comparta todos los sonidos con la misma a partir de la última vocal acentuada.

## Los dialectos
La rima es una cuestión fonética, por lo que está sujeta a las variaciones dialectales de la lengua. Por ejemplo, en las zonas en que se da seseo o ceceo, constituyen rimas consonantes «casa» y «raza», mientras que en otras partes del mundo hispanohablante su rima es asonante. Lo mismo sucede con «calle» y «raye», dependiendo de si el hablante es o no yeísta. Asimismo, si el hablante pronuncia «Madriz» por «Madrid», entonces rimará en consonante con «feliz».

## Historia
La rima es un recurso conocido desde la antigüedad, aunque no cobró la posición central que hoy tiene hasta la Edad Media. La retórica clásica la consideraba una clase de homoiotéleuton, 'terminación similar' de dos o más palabras y podía usarse ocasionalmente en prosa para reforzar las simetrías de los isocola, como hizo por ejemplo Antonio de Guevara en el siglo XVI. También los árabes utilizaron una forma de prosa rimada. La rima aparece también tempranamente en textos mágicos, en los que se otorga un valor supersticioso a la semejanza de las palabras.
Aunque la rima es un procedimiento habitual en la literatura europea desde época medieval y aún vigente, en el siglo XVII algunos poetas, como John Milton, la rechazaron, prefiriendo utilizar el verso blanco, con métrica regular pero sin rima. A finales del siglo XIX y comienzos del XX, varios movimientos poéticos renovadores enarbolaron el verso libre, sin rima ni métrica, como estandarte de su estética.

## Rima, azar y sentido
Al asociar entre sí dos palabras con independencia de su significado y de la intención del hablante, la rima funciona de manera similar al azar objetivo surrealista. Con frecuencia, dos palabras que riman en consonante, como «camino» y «destino», «suerte» y «muerte» o «cielo» y «suelo», están también vinculadas semánticamente por analogía, antítesis o contigüidad. El poeta que compone con rima consonante está continuamente hallando (o inventando) una relación significativa entre los términos que el azar le da relacionados.